# فرودگاه ماریون (تنسی)
فرودگاه ماریون (تنسی) (به انگلیسی: Marion Municipal Airport (Indiana)) یک فرودگاه همگانی بهره‌برداری هوایی با کد یاتا MZZ است که یک باند فرود آسفالت دارد و طول باند آن ۱۸۲۹ متر است. این فرودگاه در کشور ایالات متحده آمریکا قرار دارد و در ارتفاع ۲۶۲ متری از سطح دریا واقع شده‌است.